# Giordano Gambogi
 (mai 2024).
Pour les articles homonymes, voir Gambogi.
Giordano Gambogi (né le 1er octobre 1969 à Milan) est un producteur de musique et guitariste italien.

## Biographie
Pendant les premières années de sa vie, il a parcouru le monde avec sa famille, vivant à Adélaïde (Australie), Livourne (Italie) et San Francisco (États-Unis) jusqu'à ce que, au tournant des années 1980, il s'installe finalement à Reggio d'Émilie. Chanteur et guitariste autodidacte, il a commencé à jouer des reprises de classiques du funk, de la soul et du rock dans des clubs à l'âge de 16 ans.
En 1989, il rencontre Jenny B, avec qui il forme son premier groupe. Sa carrière connaît son premier grand succès en 1993, lorsqu'il devient la voix des Ladri di Biciclette lors des tournées de l'album Tre.
De 1992 à 2009, il se lance sur le marché mondial, atteignant les sommets des ventes sur le marché japonais en expérimentant le genre Eurobeat et en enregistrant plus d'une centaine de singles pour Time Records et Avex Trax.
En 1998, il participe à la comédie musicale Music Boxe Lice Show de Daniele Sala et, en 2000, au Mediolanum Tour Electric Show, toujours de Daniele Sala, en tant que protagoniste avec Heather Parisi, ainsi qu'au programme Strano ma vero, avec Gene Gnocchi et Cristina Parodi. Sa passion pour le théâtre l'amène en 2004 à jouer le personnage de Quasimodo dans la deuxième distribution officielle de la comédie musicale Notre-Dame de Paris de Richard Cocciante.
Il revient dans le monde purement musical en 2009, en chantant avec Nomadi pour l'album et la tournée Allo specchio. Dans le cadre de la deuxième édition du festival international Caramella buona, il reçoit le prix "Voci buone" pour la lutte contre la pédophilie. Toujours en 2009, il collabore avec Mario Biondi sur l'album If, qui reçoit trois disques de platine. L'album contient le single Love Dreamer dont Giordano Gambogi est l'auteur et le compositeur et la chanson Everlasting Harmony dont il est le compositeur. La collaboration avec Biondi se poursuit en 2011 avec l'album Due et la tournée nationale du duo Biondi/Gambogi intitulée Dreaming,, dont Gambogi est également l'auteur et le compositeur.
En 2012, il endosse le rôle de ténor sur l'album L'altra metà del cielo de Vasco Rossi. Gambogi devient aussi producteur musical en 2016.
Les 11 et 12 avril 2024, il joue au Golden Pot de Naples.

## Discographie

### Participations
- 1994 : Ladri di Biciclette - Tre
- 2009 : Nomadi - Allo specchio
- 2010 : Mario Biondi - If
- 2011 : Mario Biondi - Due
- 2012 : Vasco Rossi - L'altra metà del cielo

## Filmographie
- 2000 : Strano ma vero, avec Gene Gnocchi et Cristina Parodi, sur Italia 1 (série télévisée)